# Pere Ferrés-Costa
Pere Ferrés-Costa (Sant Vicenç dels Horts, 28 de febrer de 1888 – Neuville-Saint-Vaast, Pas de Calais, 9 de maig de 1915) fou un poeta, pedagog, corresponsal de guerra i soldat català.

## Biografia
Durant la seva etapa adolescent, compaginà la feina amb la carrera de magisteri. Va ser premiat en diversos Jocs Florals i treballà com a professor de castellà a l'escola Berlitz de Moscou l'any 1911, on va promoure traduccions de Victor Català i va donar conferències sobre els costums catalans.
A partir de l'any 1913, va començar a col·laborar amb el diari barceloní Las Noticias. En iniciar-se la Primera Guerra Mundial s'allistà a la Legió Estrangera Francesa i fou un dels Voluntaris Catalans en la Primera Guerra Mundial més populars juntament amb Camil Campanyà. Soldat de 1a classe, des de l'agost del 1914 fins al maig del 1915 fou corresponsal de guerra del diari, publicant les cròniques i els esdeveniments de la guerra. En aquests articles donava a conèixer l'actitud dels catalans en l'allistament de voluntaris estrangers. El seu últim article fou publicat el 14 de maig del mateix any i fou titulat "Desde las trincheras".
Va caure en combat el 9 de maig de 1915 al front d'Artois. Fou considerat com un dels primers grans caps dels Voluntaris Catalans, ja que ell mateix s'atorgava un paper principal explicant els seus objectius:
| «                    | enfeinat en constituir un batalló de voluntaris catalans que serà manat per oficials francesos | » |
| — Pere Ferrés-Costa, |                                                                                                |   |

L'any següent, el 13 de maig de 1916, va organitzar-se a Sant Vicenç dels Horts un acte d'homenatge en commemoració de la seva mort. L'acte tingué lloc al local de la societat La Vicentina i fou presidit per l'alcalde del poble, Andreu Amigó.

## Obra literària
- Proeses d'amor i patriotisme : llibre póstum.  Barcelona: [s.n.], 1916.